# Thể thao nữ

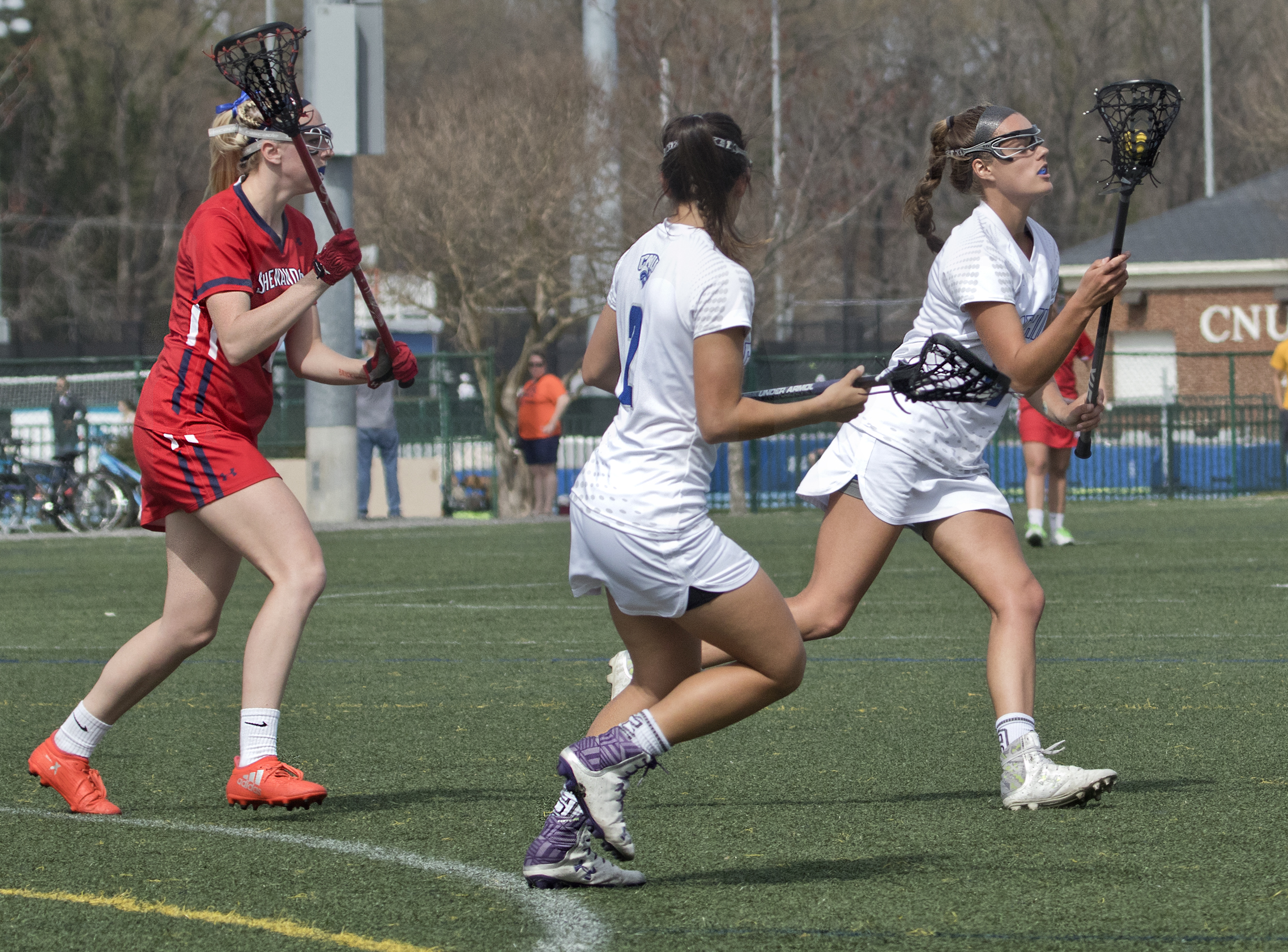
Môn bóng vợt nữ là môn thể thao được thiết kế luật chơi dành riêng cho phái nữ, khác biệt với nam giới

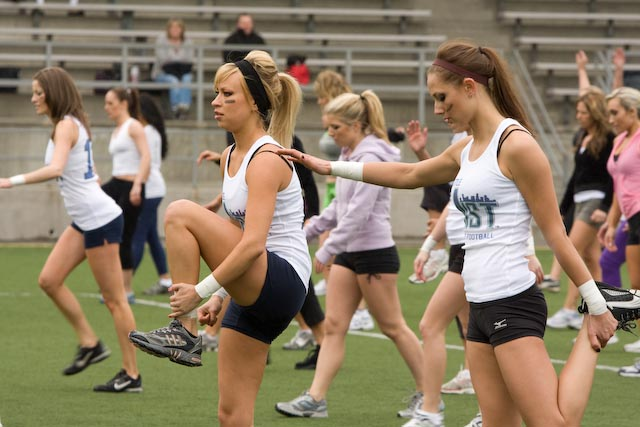
Các nữ cầu thủ bóng đá ở Mỹ, tại Mỹ có tỷ lệ phụ nữ tham gia vào các môn thể thao cao nhất thế giới

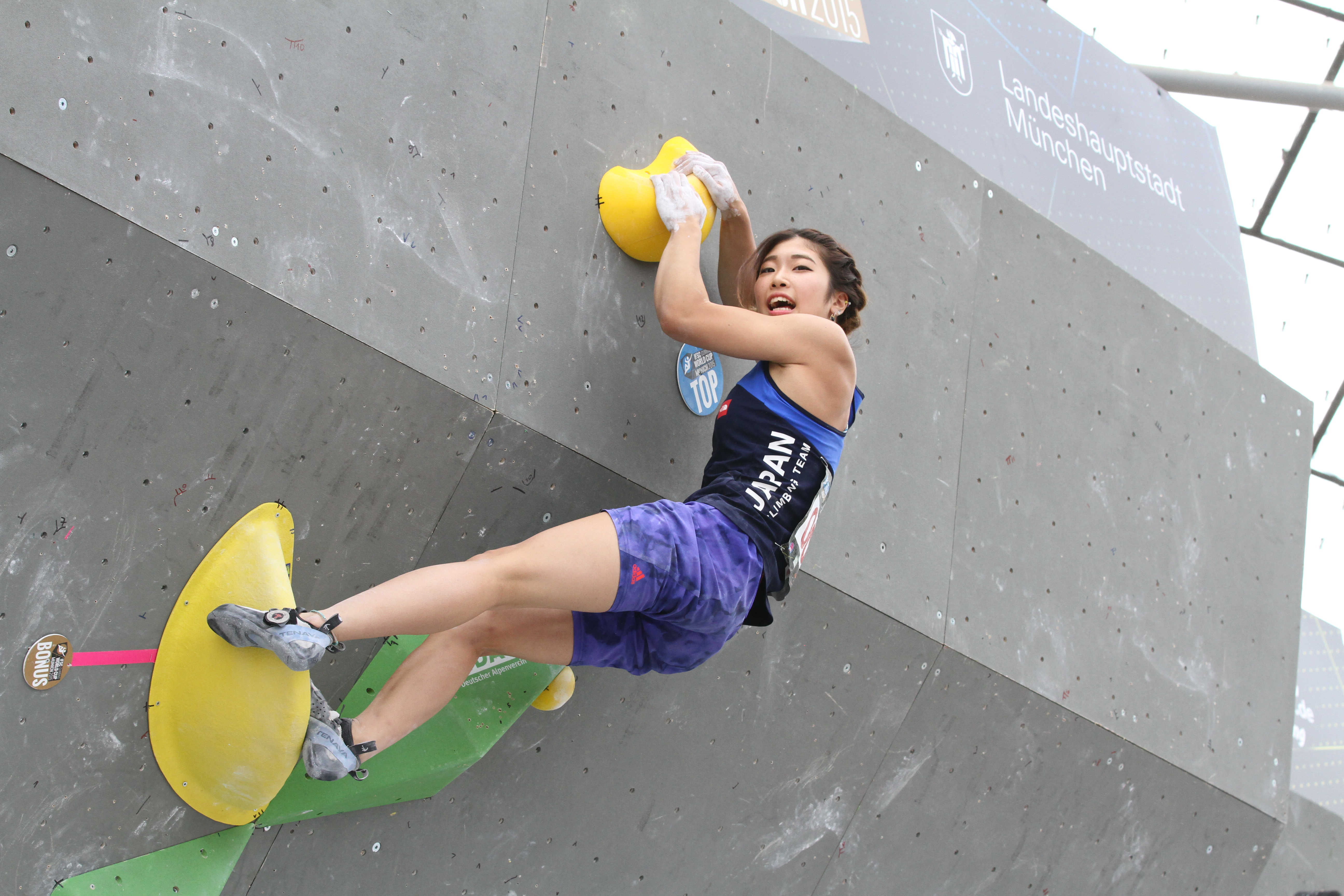
Một vận động viên người Nhật

Thể thao nữ (tiếng Anh: Women's sports hay  female sport) đề cập đến sự tham gia của nữ giới vào các môn thể thao. Sự tham gia của phụ nữ và trẻ em gái trong các môn thể thao, rèn luyện thể chất và rèn luyện sức khỏe đã được ghi nhận là đã tồn tại trong suốt lịch sử. Tuy nhiên, tỷ lệ tham gia và các hoạt động khác nhau tùy theo quốc gia, thời đại, địa lý và giai đoạn phát triển kinh tế. Mặc dù ban đầu diễn ra một cách không chính thức, kỷ nguyên hiện đại của các môn thể thao có tổ chức đã không bắt đầu xuất hiện dành cho nam hay nữ cho đến cuối thời đại công nghiệp. Cho đến khoảng năm 1870, các hoạt động của phụ nữ có xu hướng không chính thức và mang tính chất giải trí, thiếu các quy tắc quy tắc và nhấn mạnh hoạt động thể chất hơn là thi đấu.
Ngày nay, các môn thể thao của phụ nữ mang tính thể thao cụ thể hơn (có tính chuyên nghiệp) và đã phát triển thành cả cấp độ thể thao nghiệp dư và cấp độ chuyên nghiệp ở nhiều nơi trên thế giới, nhưng chủ yếu diễn ra ở các quốc gia phát triển nơi tổ chức có ý thức và tích lũy của cải đã diễn ra. Vào giữa đến cuối thế kỷ 20, sự tham gia của phụ nữ vào thể thao và mức độ phổ biến về sự tham gia của phái nữ đã tăng lên. Rất ít môn thể thao có tổ chức do phụ nữ phát minh. Các môn thể thao như bóng Newcomb, bóng lưới, thể dục nhào lộn và nhào lộn thể thao và có thể là bóng ném nữ, là những ví dụ. Các ví dụ gần đây hơn bao gồm môn thể thao BasKua của Pamela Frey ở Argentina và trò chơi Crokicurl của Liz Wreford và Leanne Muir ở Canada. Sự tham gia của phụ nữ vào thể thao dễ thấy hơn ở các nước phát triển và ngày nay mức độ tham gia và thành tích của họ vẫn rất khác nhau tùy theo quốc gia và theo môn thể thao.
Những khác biệt về nhân khẩu học này được quan sát thấy trên toàn cầu. Các môn thể thao do nữ thống trị là một ngoại lệ. Sự tham gia thể thao của các cô gái ở Hoa Kỳ có xu hướng cao hơn so với các nơi khác trên thế giới như Tây Âu và Mỹ Latinh. Nam giới chiếm ưu thế ở những vị trí ưu tú hàng đầu trong phần lớn các môn thể thao trên toàn thế giới do lợi thế sinh học của họ, việc loại trừ có chủ ý các vận động viên nam khỏi các môn thể thao nữ (tạo ra sân chơi riêng cho phái nữ) đã giúp họ tạo ra một lượng vận động viên nữ ưu tú hơn là nam giới. Ngoài ra, các môn thể thao nữ mang lại cho phụ nữ và trẻ em gái một lợi thế độc nhất bằng cách cho họ cơ hội thể hiện với tư cách là vận động viên chính của môn thể thao đó thay vì phải cạnh tranh với nam giới để được chú ý. Đôi khi các vận động viên nữ đã tham gia vào hoạt động xã hội kết hợp với việc họ tham gia thể thao. Các phương pháp phản đối bao gồm đình công, chiến dịch truyền thông xã hội và trong trường hợp của Hoa Kỳ, các vụ kiện liên bang vì lý do bất bình đẳng, thường liên quan đến các nguyên tắc bình đẳng giới. Các chiến dịch quảng cáo theo định hướng phục vụ cộng đồng dành cho nữ giới trong thể thao bao gồm nhiều phong cách chiến dịch truyền thông khác nhau.